# 蒙塔西奧山

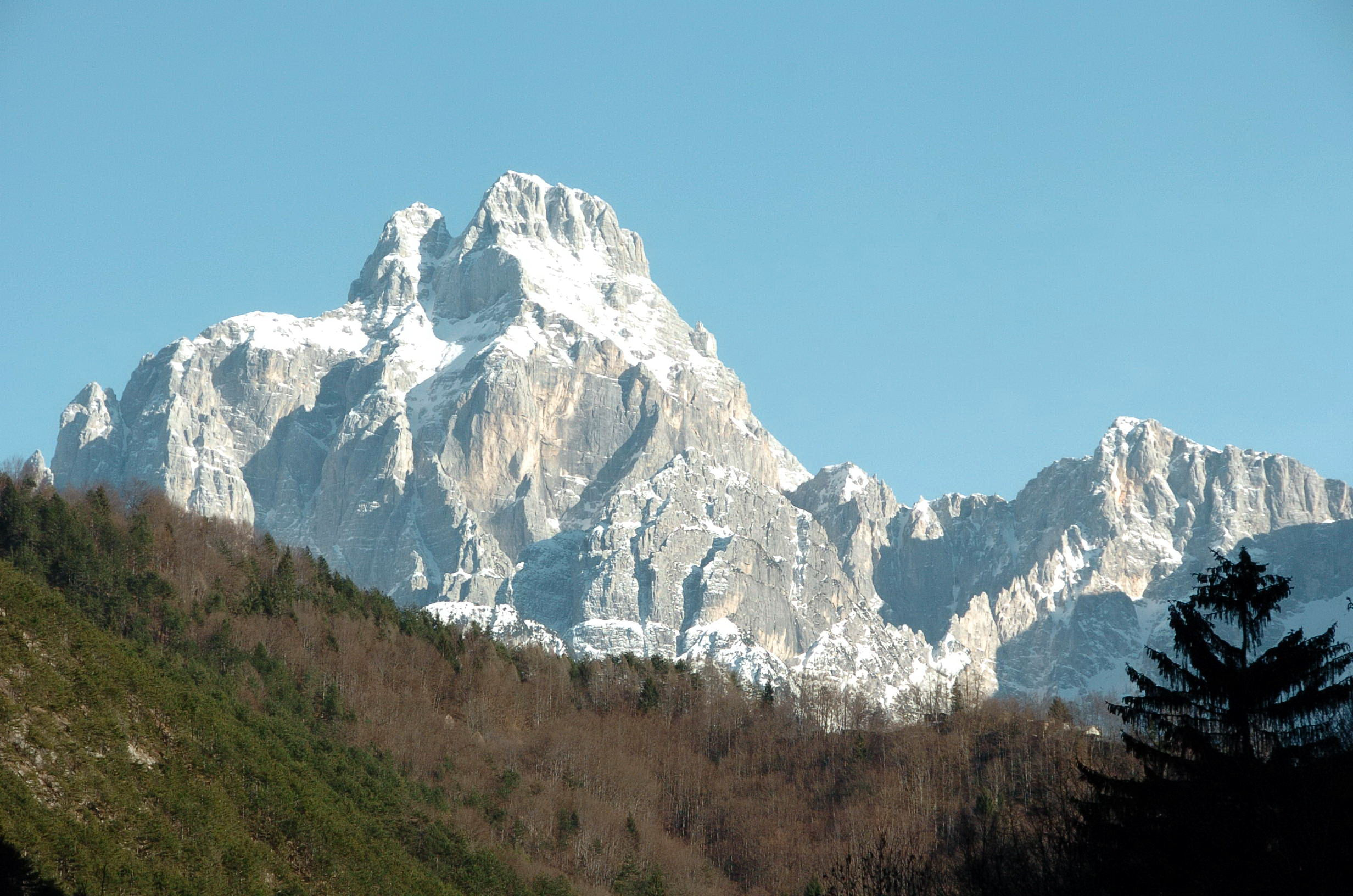

46°26′18″N 13°26′02″E / 46.43833°N 13.43389°E
蒙塔西奧山（義大利語：Jôf di Montasio），是意大利的山峰，位於該國東北部，由烏迪內省負責管轄，屬於朱利安阿爾卑斯山脈的一部分，海拔高度2,752米，人類在1877年8月18日首次登上該山峰。